# 14157 Pamelasobey
14157 Pamelasobey este un asteroid din centura principală de asteroizi.

## Descriere
14157 Pamelasobey este un asteroid din centura principală de asteroizi. A fost descoperit pe 26 septembrie 1998 la Socorro, New Mexico, în cadrul proiectului LINEAR. Asteroidul prezintă o orbită caracterizată de o semiaxă mare de 2,26 ua, o excentricitate de 0,15 și o înclinație de 8,9° în raport cu ecliptica.